# Martin Dematteis
Pour les articles homonymes, voir Dematteis.
Martin Dematteis, né le 24 mai 1986 à Sampeyre est un coureur de fond italien spécialisé en course en montagne. Il est champion d'Europe de course en montagne 2016 et triple champion d'Italie. Il est le frère jumeau de Bernard Dematteis.

## Biographie
Martin grandit à Rore, dans le val Varaita. Sa famille habite une maison éloignée de la route et les deux frères doivent parcourir tous les jours le chemin de 1,5 km pour prendre le bus pour aller l'école. Avec son frère, il court pour être le premier. D'abord un jeu, la course en montagne devient une véritable passion au fil du temps. Toujours avec son frère, il s'essaie sans succès au football et au ski de fond mais se découvre finalement de bonnes aptitudes en athlétisme.
Le 10 décembre 2006, il prend part à la course inaugurale de la catégorie U23 aux championnats d'Europe de cross-country. Il termine 29e et remporte la médaille de bronze par équipes.
Il termine sixième aux championnats d'Europe de course en montagne 2009 et remporte sa première médaille d'or par équipes avec Marco De Gasperi et Riccardo Sterni.
Il décroche la médaille d'argent lors des championnats d'Europe 2010 à Sapareva Banya et décroche à nouveau l'or par équipes.
Il remporte trois titres de champion d'Italie de course en montagne entre 2009 et 2011.
Il décroche la médaille de bronze aux championnats du monde de course en montagne 2011 à Tirana. La même année, il remporte la victoire à Arco-Trento. Ces deux courses lui suffisent pour terminer troisième du Grand Prix WMRA 2011.
Les 8 mai et 10 mai 2014, il prend part à la Transvulcania avec son frère. Ils effectuent le doublé, Bernard en tête, sur le kilomètre vertical en devançant Kílian Jornet. Le surlendemain, Martin remporte le Media Maratón devant Bernard. Le 12 juillet 2014, il décroche la médaille de bronze lors des championnats d'Europe à Gap et à nouveau l'or par équipes, la première avec son frère Bernard.
Le 10 avril 2016, il termine 29e et meilleur Italien du marathon de Rome en 2 h 18 min 20 s. Le 2 juillet 2016, Bernard mène la course des championnats d'Europe de course en montagne à Arco mais s'arrête juste avant la ligne d'arrivée. Il offre ainsi la victoire à Martin qui a perdu son fils de 11 mois dans des circonstances tragiques peu auparavant.
Il décroche la médaille de bronze aux championnats d'Europe de course en montagne le 1er juillet 2018 à Skopje, derrière Cesare Maestri et Bernard. Le trio remporte ainsi allégrement la médaille d'or par équipes.
Le 14 mai 2022, il prend part à la première édition des championnats d'Italie de trail court courus dans le cadre du Tenno Trail. Voyant Francesco Puppi prendre le premier les commandes de la course, il fait la différence en milieu de course pour le doubler et creuser l'écart en tête. Il s'impose avec plus de trois minutes d'avance sur son rival pour remporter le titre.

## Palmarès

### Course en montagne
| no  | masculin           | Course                                       | Longueur | Départ            | Temps           |
| --- | ------------------ | -------------------------------------------- | -------- | ----------------- | --------------- |
| 6e  | 6e                 | Championnats d'Europe de course en montagne  | 11 km    | 12 juillet 2009   | 1 h 0 min 4 s   |
| 9e  | 9e                 | Championnats du monde de course en montagne  | 13,2 km  | 6 septembre 2009  | 56 min 34 s     |
| 2e  | Médaille d'argent  | Championnats d'Europe de course en montagne  | 12,2 km  | 4 juillet 2010    | 46 min 40 s     |
| 1re | Médaille d'or      | Kilomètre vertical Chiavenna-Lagùnc          | 3,3 km   | 25 juillet 2010   | 31 min 1 s      |
| 1re | Médaille d'or      | Mémorial Partigiani Stellina                 | 11 km    | 22 août 2010      | 1 h 3 min 49 s  |
| 1re | Médaille d'or      | Kilomètre vertical Chiavenna-Lagùnc          | 3,3 km   | 17 juillet 2011   | 31 min 34 s     |
| 3e  | Médaille de bronze | Mémorial Giovanni Bianchi                    | 9,5 km   | 7 août 2011       | 36 min 19 s     |
| 3e  | Médaille de bronze | Championnats du monde de course en montagne  | 13,5 km  | 11 septembre 2011 | 52 min 57 s     |
| 1re | Médaille d'or      | Mémorial Partigiani Stellina                 | 11 km    | 26 août 2012      | 1 h 6 min 22 s  |
| 3e  | Médaille de bronze | Championnats d'Italie de kilomètre vertical  | 3,3 km   | 14 juillet 2013   | 32 min 50 s     |
| 10e | 10e                | Championnats du monde de course en montagne  | 13,56 km | 8 septembre 2013  | 56 min 47 s     |
| 2e  | Médaille d'argent  | Transvulcania Vertical Kilometer             | 6,6 km   | 8 mai 2014        | 48 min 26 s     |
| 1re | Médaille d'or      | Transvulcania Media Maratón                  | 26,8 km  | 10 mai 2014       | 2 h 19 min 58 s |
| 3e  | Médaille de bronze | Championnats d'Europe de course en montagne  | 12,8 km  | 12 juillet 2014   | 56 min 32 s     |
| 3e  | Médaille de bronze | Fletta Trail                                 | 21 km    | 3 août 2014       | 1 h 29 min 15 s |
| 4e  | 4e                 | Championnats du monde de course en montagne  | 13 km    | 19 septembre 2015 | 50 min 41 s     |
| 2e  | Médaille d'argent  | Castle Mountain Running - Gundersen Race     | 9,4 km   | 26 septembre 2015 | 37 min 20 s     |
| 1re | Médaille d'or      | Championnats d'Europe de course en montagne  | 12,31 km | 2 juillet 2016    | 53 min 33 s     |
| 8e  | 8e                 | Championnats du monde de course en montagne  | 12,5 km  | 11 septembre 2016 | 1 h 5 min 25 s  |
| 3e  | Médaille de bronze | Championnats d'Europe de course en montagne  | 11 km    | 1er juillet 2018  | 47 min 47 s     |
| 8e  | 8e                 | Championnats du monde de course en montagne  | 12 km    | 16 septembre 2018 | 59 min 31 s     |
| 10e | 10e                | Championnats d'Europe de course en montagne  | 10,1 km  | 7 juillet 2019    | 55 min 6 s      |
| 2e  | Médaille d'argent  | Course du Snowdon                            | 16,9 km  | 20 juillet 2019   | 1 h 6 min 33 s  |
| 3e  | Médaille de bronze | Trans d'Havet - Campogrosso Mountain Classic | 13,4 km  | 27 juillet 2019   | 1 h 4 min 29 s  |
| 3e  | Médaille de bronze | Mémorial Partigiani Stellina                 | 14,4 km  | 23 août 2020      | 1 h 22 min 20 s |
| 1re | Médaille d'or      | Championnats d'Italie de trail court         | 28 km    | 14 mai 2022       | 2 h 8 min 59 s  |
| 8e  | 8e                 | Championnats d'Europe de trail               | 47,39 km | 2 juillet 2022    | 3 h 50 min 36 s |

### Route
| Année | Compétition       | Lieu     | Place | Épreuve          | Performance     |
| ----- | ----------------- | -------- | ----- | ---------------- | --------------- |
| 2016  | Marathon de Rome  | Rome     | 11e   | Marathon         | 2 h 18 min 20 s |
| 2016  | Amatrice-Configno | Configno | 10e   | Course populaire | 25 min 57 s     |

## Records
| Épreuve       | Performance     | Date              | Lieu               |
| ------------- | --------------- | ----------------- | ------------------ |
| 10 kilomètres | 31 min 42 s     | 24 septembre 2017 | Aoste              |
| Semi-marathon | 1 h 6 min 9 s   | 2 octobre 2016    | Darfo Boario Terme |
| Marathon      | 2 h 18 min 20 s | 10 avril 2016     | Rome               |